# Вількув-Перший
Вількув-Перший (пол. Wilków Pierwszy) — село в Польщі, у гміні Блендув Груєцького повіту Мазовецького воєводства.
Населення — 991 особа (2011).
У 1975-1998 роках село належало до Радомського воєводства.

## Демографія
Демографічна структура станом на 31 березня 2011 року:
|          | Загалом | Допрацездатний вік | Працездатний вік | Постпрацездатний вік |
| -------- | ------- | ------------------ | ---------------- | -------------------- |
| Чоловіки | 492     | 100                | 340              | 52                   |
| Жінки    | 499     | 95                 | 277              | 127                  |
| Разом    | 991     | 195                | 617              | 179                  |